# Агаев, Агададаш Гамид оглы
Агададаш Гамид оглы Агаев (азерб. Ağadadaş Həmid oğlu Ağayev; род. 25 августа 1956, село Хасыллы, Джалилабадский район) — азербайджанский певец. Народный артист Азербайджана (2006).

## Биография
Родился 25 августа 1956 года в семье бухгалтера в селе Хасыллы Астрахан-Базарского района Азербайджанской ССР (ныне Джалилабадский район Азербайджана). Детство и юность провёл в родном селе, окончил среднюю школу в Джалилабаде в 1972 году.
В 1977 году окончил Азербайджанский государственный педагогический институт, после чего по 1983 год работал учителем азербайджанского языка и литературы в средней школе села Хасыллы Джалилабадского района. В 1994 году окончил Азербайджанский государственный институт искусств.
Начал творческую деятельность в 1981 году, выпустив свою первую кассетную запись. В том же году стал лауреатом конкурса «Ищем таланты», проводившегося в дворце им. В. И. Ленина, исполнив «Карабахскую шикесте», мугам «Чаргях» и песню «Гемгин махны» (музыка Тофика Кулиева). Быстро снискав народную популярность, выступал на концертах и народных торжествах, выпускал кассеты с песнями — важную роль в творчестве Агаева сыграла выпущенная в 1982 году кассета с песней «Севирэм де» («Только скажи, что любишь меня»; муз. Б. Радменеш), которая впоследствии стала визитной карточкой певца. 31 октября 1983 года выступил с первым соло-концертом на сцене Азербайджанской государственной филармонии им. М.Магомаева.
С 1984 года — солист Азербайджанского государственного ансамбля песни и танца, с 1988 года — солист Азербайджанского государственного телевидения и радио. В 1988—1993 годах художественный руководитель ансамбля народных инструментов «Шарк».
В репертуаре певца преобладают азербайджанские народные песни, песни композиторов Азербайджана в народном и эстрадном стилях, в том числе песни Октая Кязимова, Нариман Мамедова, Эльдара Мансурова и т.д. Исполняет мугамы и теснифы — «Сегях», «Чаргях», «Бэстэнигяр».
С 1982 года выступал с концертами в Азербайджане, а с 1988 года — и за рубежом (в Турции, Иране и т.д.). Песни в исполнении Агаева хранятся в золотом фонде Азтелерадио, с песнями выпущены пластинка фирмы «Мелодия» и более 10 кассет и дисков.

## Фильмография
- Между небом и землёй (фильм, 1999)
- Tənha durna uçuşu (фильм, 2003)

## Почётные звания
- 1998 — Заслуженный артист Азербайджана
- 2006 — Народный артист Азербайджана